# Illegal kombattant
Illegal kombattant räknas den som strider utan uniformering eller klart utskiljande markering enligt Haagkonventionerna om stridande part, undantaget levée en masse. 
Det skall framgå hos stridande part att han eller hon tillhör ett stridande förband genom en enhetlig uniform eller en klart utskiljande markering som visar att personen tillhör en stridande kår. En stridande kår måste också ha ett ansvarigt befäl för den stridande gruppen som kan stå som ansvarig för gruppens handlingar. Den som inte uppfyller kraven för att vara laglig kombattant men ändå strider i en kårliknande verksamhet räknas som illegal kombattant.
På svenska används termen illegala krigsdeltagare eller franktirörer.

## "Kriget mot terrorn"

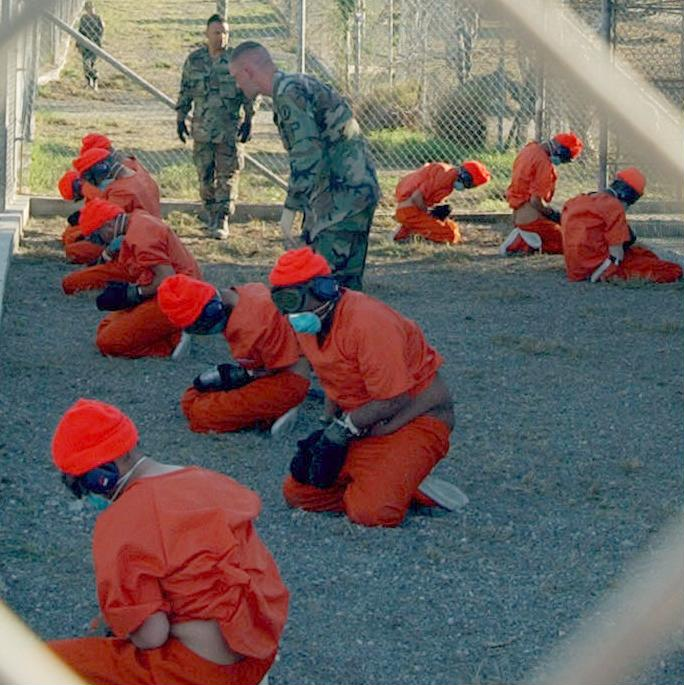
Fångar vid Guantanamobasen som av USA klassats som illegala kombatanter.

USA:s federala statsmakt har använt uttrycket för medlemmar av vissa fientliga styrkor under kriget mot terrorn efter 11 september 2001 och som har internerats på Guantánamobasen på södra Kuba vilka uppges ha kopplingar till al-Qaida.

## Andra världskriget
Begreppet användes under andra världskriget av tyskarna. Som amerikanen Lt. Jack H. Taylor som var internerad illegal kombattant i koncentrationslägret Mauthausen. Tyska armén tog stöd av Genèvekonventionen av 1929 för sitt handlande.
Under krigsförbrytarrättegångarna i Nürnberg fann domstolen att partisanerna på Balkan inte åtnjöt skydd som kombattanter under 1899 och 1907 års Haagkonventioner. I domstolens utslag sades: We are obliged to hold that such guerrillas were francs tireurs who, upon capture, could be subjected to the death penalty. Consequently, no criminal responsibility attaches to the defendant List because of the execution of captured partisans.... (Dvs. "Vi är tvungna att dra slutsatsen att sådana gerillakrigare var franktirörer, som vid tillfångatagande kunde bli föremål för dödsstraff. Följaktligen kan inget straffrättsligt ansvar utkrävas av svaranden List på grund av avrättningen av tillfångatagna partisaner.")